# Oliver E. Williamson
Oliver Eaton Williamson (Superior, Wisconsin, 27 de septiembre de 1932-Berkeley, California; 21 de mayo de 2020) fue un economista estadounidense. 
Se hizo popular por sus estudios en el campo de la economía de costes de transacciones. Fue laureado con el Premio del Banco de Suecia en Ciencias Económicas en memoria de Alfred Nobel en 2009 junto con Elinor Ostrom.

## Biografía
Fue discípulo de Ronald Coase, Herbert Simon y Richard Cyert. Williamson obtuvo el bachiller universitario en ciencias  de la  administración en la Escuela de Administración y Dirección de Empresas Sloan en 1955, un Maestría en administración de empresas de la Universidad Stanford en 1960, y realizó el doctorado en la Universidad Carnegie Mellon en 1963.
Falleció a los ochenta y siete años Berkeley (California) el 21 de mayo de 2020 debido a una neumonía complicada con problemas de salud previos.

## Teoría
Al llamar la atención en un alto nivel teórico a las equivalencias y diferencias entre las tomas de decisiones de mercado y no mercado, administración y provisión de servicios, Williamson ha sido influyente en los debates de los años 80 y 90 sobre las fronteras entre los sectores público y privado.
Su enfoque en los costos de las transacciones ha llevado a Williamson a distinguir entre la reiterada negociación caso por caso, por un lado, y los contratos específicos de relación, por el otro. Por ejemplo, la repetida compra de carbón de un mercado al contado para satisfacer las necesidades diarias o semanales de una empresa eléctrica representaría negociación caso por caso. Pero con el tiempo, es probable que la empresa de servicios públicos establezca relaciones continuas con un proveedor específico, y la economía de los tratos específicos de la relación será muy diferente, ha argumentado.
Otros economistas han probado las teorías de costos de transacción de Williamson en contextos empíricos. Un ejemplo importante es el documento de Paul L. Joskow titulado "Duración de los contratos e inversiones específicas de la relación: evidencia empírica de los mercados del carbón", en American Economic Review, marzo de 1987. El enfoque de los contratos incompletos a la teoría de la empresa y las finanzas corporativas está en parte basado en el trabajo de Williamson y Coase.
A Williamson se le atribuye el desarrollo del término "impacto en la información", que se aplica en situaciones en las que es difícil determinar los costos de la información. Como explica en Mercados y Jerarquías, existe "principalmente debido a la incertidumbre y el oportunismo, aunque la racionalidad limitada también está involucrada." Existe cuando las circunstancias verdaderas subyacentes relevantes a la transacción o conjunto relacionado de transacciones son conocidas por una o más partes pero no pueden ser discernidas sin costo para otros ".

## Premio en Ciencias Económicas en memoria de Alfred Nobel
En 2009 fue laureado con el Premio del Banco de Suecia en Ciencias Económicas en memoria de Alfred Nobel junto a Elinor Ostrom por su análisis de la gobernanza económica, especialmente los límites de la empresa. Williamson, según la academia, "desarrolló una teoría en la que las firmas comerciales sirvieron como estructuras para la resolución de conflictos".

## Galardones
- Premio del Banco de Suecia en Ciencias Económicas en memoria de Alfred Nobel, 2009.
- Honores especiales, American Economic Association, 2007.
- Premio de Economía Claus Recktenwald, 2004.
- Honores, American Academy of Political and Social Science, 1997.
- Ingreso en la Academia Nacional de Ciencias de Estados Unidos, 1994.
- Honores, Academia Estadounidense de las Artes y las Ciencias, 1983.
- Becario de la Econometric Society, 1977.
- Alexander Henderson Award, 1962.
- Doctor honoris causa en Economía, Nice University, 2005.
- Doctor honoris causa en Economía, Universidad de Valencia, 2004.
- Doctor honoris causa en Economía, Universidad de Chile, 2000.
- Honorary Doctorate en Economics and Business Administration, Copenhagen Business School, 2000.
- Doctor honoris causa, Groupe HEC-Paris, 1997.
- Doctor honoris causa en Business Administration, St. Petersburg University, Russia, 1997.
- Doctor honoris causa en Economics, Turku School of Economics and Business Administration, 1995.
- Doctor honoris causa en Economic Science, Groningen University, 1989.
- Doctor honoris causa en Economic Science, Hochschule St. Gallen, 1987.
- Oeconomiae Doctorem honoris causa, Ph.D., Norwegian School of Economics and Business Administration, Jubilee Celebration, 1986.

## Publicaciones seleccionadas
- Oliver E. Williamson (2002). «The Theory of the Firm as Governance Structure: From Choice to Contract». Journal of Economic Perspectives 16 (3): 171-195. Archivado desde el original el 22 de noviembre de 2009. Consultado el 6 de junio de 2009.

## Obra
- Markets and Hierarchies: Analysis and Antitrust Implications, 1975
- The Economic Institutions of Capitalism, 1985
- The Nature of the Firm: Origins, Evolution, and Development (co-edited with Sidney Winter), 1991
- The Mechanisms of Governance, 1996